# Parang (Maguindanao del Norte)
Parang è una municipalità di prima classe delle Filippine, situata nella Provincia di Maguindanao, nella Regione Autonoma nel Mindanao Musulmano. Tra l'ottobre 2006 e il luglio 2008 ha fatto parte della Provincia di Shariff Kabunsuan, creata con decreto regionale annullato successivamente dalla Corte Suprema delle Filippine.
Parang è formata da 24 baranggay:
- Bongo Island (Litayen)
- Campo Islam
- Cotongan
- Datu Macarimbang Biruar
- Gadungan
- Gadunganpedpandaran
- Guiday T. Biruar
- Gumagadong Calawag
- Kabuan
- Landasan (Sarmiento)
- Limbayan
- Macasandag

- Magsaysay
- Manion
- Making
- Nituan
- Orandang
- Pinantao
- Poblacion
- Poblacion II
- Polloc
- Samberen
- Tagudtongan
- Tuca-Maror